# Caino
Caino est une commune italienne de la province de Brescia dans la région Lombardie en Italie.

## Administration
| Période                                  | Période     | Identité        | Étiquette                          | Qualité |
| ---------------------------------------- | ----------- | --------------- | ---------------------------------- | ------- |
| 2014                                     | Aujourd'hui | Cesare Sambrici | Liste civique : Alternativa Civica |         |
| Les données manquantes sont à compléter. |             |                 |                                    |         |

### Communes limitrophes
Agnosine, Lumezzane, Nave, Serle, Vallio Terme